# Onbevlekt Hart van Mariakerk (Reuver)
De Onbevlekt Hart van Mariakerk, ook Fatimakerk genoemd, is de voormalige parochiekerk van de Reuverse wijk Offenbeek, gelegen aan Keulseweg 145.
Op ongeveer 75 meter naar het noordoosten staat de Sint-Barbarakapel.

## Geschiedenis
De wijk Offenbeek groeide in de eerste helft van de 20e eeuw snel, vooral door de aanwezigheid van keramische industrie.
Vanaf het einde van de Tweede Wereldoorlog waren er plannen voor een eigen parochie in Offenbeek, en in 1955 werd een rectoraat opgericht. Dit zou verzorgd worden door de paters Claretijnen. Architect Jan Buschmans werd aangezocht om een kerkgebouw met 700 zitplaatsen te ontwerpen. In 1963 begon de bouw en in 1964 kon de kerk worden ingezegend. Deze kwam te midden van nieuwe woonwijken te liggen. In 1974 werd de kerk tot parochiekerk verheven. De grens tussen de parochies van Offenbeek en Reuver werd gevormd door de spoorlijn.
In 2016 werd de kerk vanwege het sterk teruggelopen kerkbezoek door het bisdom Roermond gesloten.Tegenwoordig wordt het gebouw gebruikt als springpark.

## Gebouw
Het betreft een zeshoekig kerkgebouw met een toren in modernistische trant. In 2018 is de toren gesloopt, omdat het beton was gaan rotten. Het kerkgebouw wordt gedekt door een tentdak, waarop zich een kruis bevindt. De voormalige kerk is uitgevoerd in baksteen met gebruik van beton. De bijna losstaande betonnen toren was eveneens zeshoekig, met beurtelings open en gesloten zijden. Het getal zes had een symbolische lading en had betrekking op de arbeid (zes scheppingsdagen, zes werkdagen).